# Maruggio
Maruggio ist eine süditalienische Stadt mit 5235 Einwohnern (Stand 31. Dezember 2023) in Apulien in der Provinz Tarent.

## Geografie und Lage
Maruggio liegt an der Nordküste des Golf von Tarent, ca. 40 km südöstlich der Provinzhauptstadt Tarent.
Diese Nordküste wird aus einer kleinen Hügelkette gebildet und besteht überwiegend aus sandigem Kalkboden. Die höchsten Hügel sind der Monte Furlano mit 90 m s.l.m. und der Monte Specchiuddo 72 m s.l.m. Das Grundwasser fließt bei einer Tiefe von 5 bis 8 m.
Die Stadt Maruggio hat die Stadtviertel Contrada Monaco Mirante, Contrada Campomarino, Contrada Commenda, Contrada Capoccia Scorcialupi und Contrada Acquadolce Cirenaica. Die Nachbargemeinden sind Manduria, Sava und Torricella.

## Sehenswürdigkeiten
Bemerkenswert ist der Innenhof des Rathauses (Palazzo Città) aus dem 19. Jahrhundert in der Via Emanuele nahe der Piazza del Popolo mit seinen Palmen. Sehenswert sind auch die verwinkelten Gassen zwischen der Piazza del Popolo und der Piazza San Giovanni mit der historischen Kirche und der Bibliothek dazwischen.

## Tourismus
Maruggio verfügt über kein einziges Hotel, aber über ein paar kleine Pensionen am Südrand des Ortes, in Campomarino und Commenda mit kaum mehr als zusammen 50 Gästezimmern. Trotzdem sind Maruggio und insbesondere der Hafenort Campomarino mit seinem schön anzusehendem Yachthafen ein Zentrum des Tourismus, wenigstens an schönen Wochenenden und in den Sommermonaten. Dann steigt die Einwohnerzahl von etwa 5.500 auf über 35.000 Menschen, was die gesamte Infrastruktur regelmäßig überfordert, besonders die Wasser- und Stromversorgung. Im Winter sind etwa 90 % der Anwesen in Campomarino und 95 % in Commenda unbewohnt. Dies liegt daran, dass auch in der weiteren Umgebung kaum Arbeitsplätze existieren, erst recht keine lukrativen, und die jüngere Generation des Ortes überwiegend in Norditalien und dem Ausland arbeitet und mit Familie dort wohnt. An Wochenenden und insbesondere in den Sommerferien werden die zumeist im Eigentum befindlichen Sommerhäuser dann bezogen. Eine gastronomische Infrastruktur mit Restaurants, Cafés und Bars besteht nur in Campomarino und Commenda und ist zumeist nur im Sommer geöffnet. Gleiches gilt für Freizeitangebote wie Tennisplätze, Strandclubs und Bootsverleihe.
Zentrum aller Aktivitäten ist im Sommer Campomarino mit dem Sandstrand, dem Yachthafen für 250 Boote und die Piazza am Torro Molina. Der Hafen ist recht neu, verfällt jedoch sehr schnell, weil der private Haupteigentümer (51 %) des Hafens und die Gemeinde Maruggio (49 %) sich in erbitterter Feindschaft gegenseitig blockieren.

## Lokale Produktion
Es werden Wein, überwiegend aus der Rebsorte Primitivo, der wie der bekannte Zinfandel aus Kroatien stammt und in der EU seit 1999 als identisch zu diesem bewertet wird, und Oliven mit traditionellen Techniken angebaut. Da der Anbau überwiegend privat und behördlich unkontrolliert erfolgt, ist eine zuverlässige Produktionsmengenangabe nicht möglich.
In Campomarino wird mit ca. 20 Hochseefischereischiffen Fischfang betrieben. Der geschätzte Ertrag an Meerestieren aller Art ist etwa 50 bis 200 kg pro Tag und wegen Überfischung des Mittelmeers stark rückläufig. Die Versandung der ehemals sehr tiefen Hafeneinfahrt (4 m) behindert das Ein- und Auslaufen der Schiffe zusehends und ist Fahrzeugen mit mehr als 1,6 m Tiefgang bei ungünstigen Luftdruckverhältnissen zum Teil über Tage unmöglich (Stand Mai 2007).